# Mother Jones (periodico)
Mother Jones (abbreviato MoJo) è un periodico statunitense che si concentra su notizie, commenti e rapporti investigativi su argomenti come la politica, l'ambiente, i diritti umani e la cultura.
La sua inclinazione politica è variamente descritta come liberale o progressista.
Clara Jeffery è caporedattore del periodico. Steve Katz è l'editore dal 2010; Monika Bauerlein è CEO dal 2015. Mother Jones è pubblicato da The Foundation for National Progress.
Il periodico prende il nome da Mary Harris Jones, nota come Mother Jones, un'attivista sindacale irlandese-americana, sostenitrice del socialismo e ardente oppositore del lavoro minorile.